# قليلات الأرجل
قليلة الأرجل (الاسم العلمي: Pauropoda) من اليونانية (pauro) = «صغير، قليل» + (podo) = «قدم». وهي من مفصليات الأرجل الشبيهة بأم أربعة وأربعين لكنها صغيرة، شاحبة. وهي تشكل رتبة قليلات الأرجل. تم العثور على حوالي 500 نوع في أربع فصائل في جميع أنحاء العالم، تعيش في التربة وعفن أوراق النباتات. تشبه بشكل كبير أم أربعة وأربعين، ولكنها على الأرجح من المجموعة الشقيقة للدودة الألفية.